# FC Mynai

O FC Mynai ou FC Minaj, oficialmente Futbolniy Klub Mynai é um clube de futebol ucraniano de Mynai, um distrito de Uzhhorod, Zakarpattya. Atualmente joga na Premier-Liha. Jogam no Avanhard Stadion, em Uzhhorod e na Mynai-Arena.  

## História
O clube foi fundado em 2015 e profissionaliazado no ano seguinte.
Atualmente o clube disputa a primeira divisão do Campeonato Ucraniano de Futebol.

## Títulos
- Persha-Liha (1) 2020
- Druha-Liga (1) 2019
- Amateur-Liha (1) 2018
- Campeonato da Zakarpattia (1) 2017
- Copa da Zakarpattia (2) 2017,2018
- Supercopa da Zakarpattia (1) 2017

## Elenco 2021-22
Fontes: fcminaj.com e upl.ua.
Nota: Bandeiras indicam equipe nacional, conforme definido pelas regras de elegibilidade da FIFA. Os jogadores podem ter mais de uma nacionalidade não-FIFA.
| N.º |         | Posição | Jogador                |
| --- | ------- | ------- | ---------------------- |
| 2   | Ucrânia | D       | Bohdan Veklyak         |
| 3   | Mali    | D       | Siaka Bagayoko         |
| 7   | Ucrânia | M       | Eldar Kuliyev          |
| 8   | Ucrânia | M       | Oleksiy Khakhlyov      |
| 9   | Ucrânia | A       | Dmytro Bilonoh         |
| 11  | Ucrânia | A       | Yevhen Seleznyov       |
| 13  | Ucrânia | D       | Viktor Lykhovydko      |
| 17  | Ucrânia | M       | Danylo Knysh (Capitão) |
| 19  | Ucrânia | D       | Andriy Semenko         |
| 20  | Ucrânia | M       | Roman Bodnya           |
| 23  | Ucrânia | M       | Mykhaylo Meskhi        |
| 25  | Ucrânia | D       | Oleh Horin             |

| N.º |         | Posição | Jogador          |
| --- | ------- | ------- | ---------------- |
| 33  | Ucrânia | D       | Ihor Honchar     |
| 35  | Ucrânia | G       | Oleksandr Kemkin |
| 44  | Croácia | D       | Mislav Matić     |
| 47  | Ucrânia | M       | Serhiy Myakushko |
| 52  | Ucrânia | A       | Bohdan Kovalenko |
| 69  | Ucrânia | A       | Ivan Stankovych  |
| 77  | Ucrânia | A       | Oleh Vyshnevskyi |
| 89  | Ucrânia | D       | Oleh Synyohub    |
| 90  | Ucrânia | M       | Anton Baydal     |
| 94  | Ucrânia | G       | Herman Penkov    |
| 99  | Ucrânia | A       | Edvard Kobak     |